# Глембаї

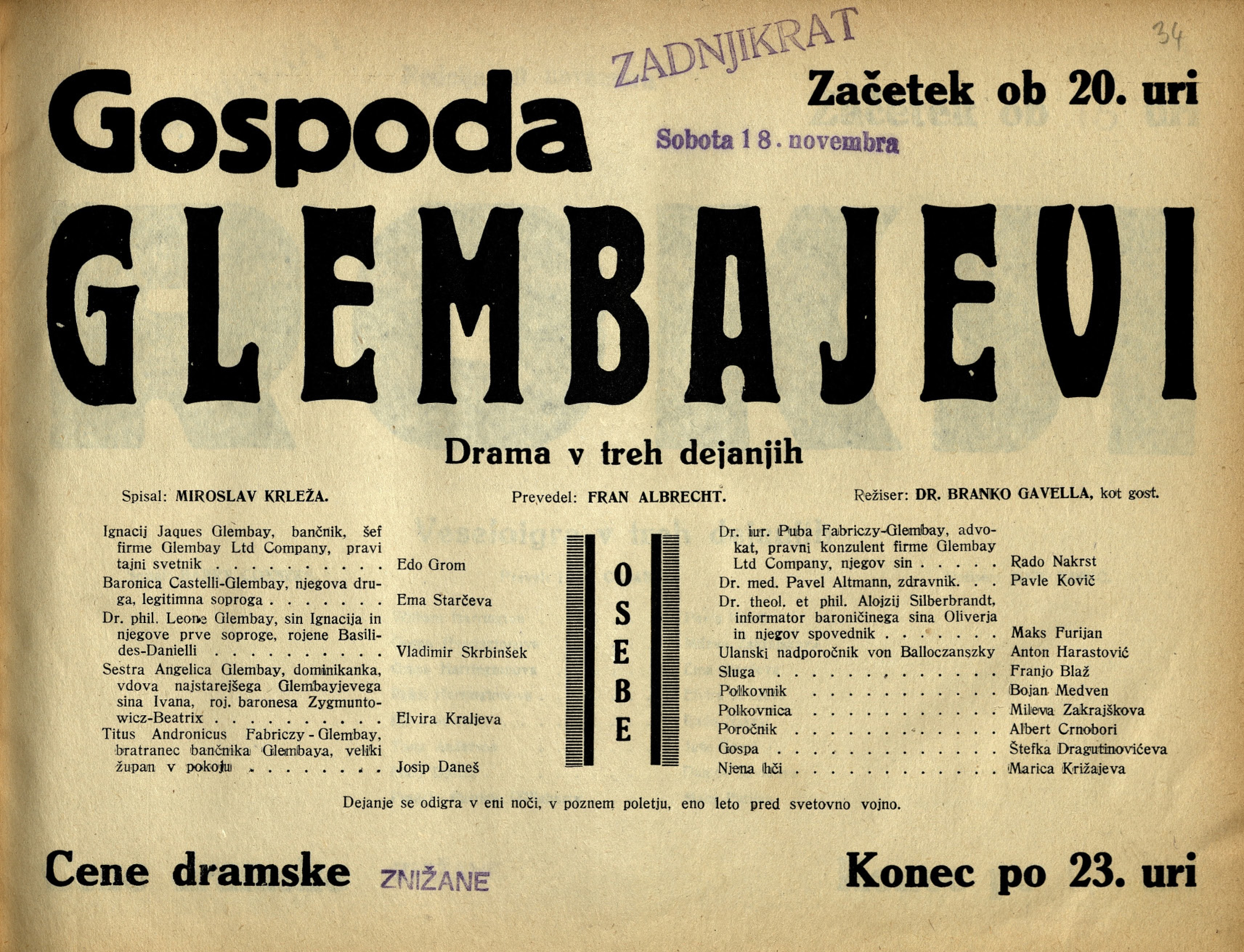
Афіша вистави «Глембаї» в Національному театрі в Маріборі 16 листопада 1933 р.

Глембаї (хорв. Gospoda Glembajevi) — драматична п’єса 1929 року відомого хорватського письменника Мирослава Крлежи . Це перша з трьох п’єс циклу Glembaji, що є одним із найбільших досягнень реалізму в хорватській літературі . «Глембаї» є частиною драматичної трилогії, яка включає одинадцять оповідань і три п’єси . Драма поділена на 3 дії та розповідає про події та розлад у родині Глембаїв. 
У період 1926-1930 років Мирослав Крлежа поступово публікував свої драматичні твори. У 1932 році у видавництві Мінервін (Minervin) вийшла книга «Глембаї» («Glembajevi»), яка містила три п’єси та шість фрагментів. Додаткові п’ять фрагментів були включені до збірки «Новели» («Novele»), виданої у 1937 році в рамках Бібліотеки Незалежних Письменників . Уперше весь цикл був опублікований як окреме видання у 1945 році у видавництві Сучасне видання (Suvremena naklada). У 1950 році твори вийшли в одному томі у видавництві Зоря (Zora).
Цикл розповідає про підйом і падіння видатного загребського патриціанського роду Глембаїв, який був наймогутнішим у феодальну добу, і чия влада почала падати наприкінці XIX століття. Крлежа хотів донести, що всі «джентльмени» розбещені, аморальні, під «масками». Тема твору — психологічний і моральний розкол буржуазної родини, але метою драми є не соціологічний аналіз занепаду певного класу, а психологічний аналіз екзистенційних станів героїв Глембаїв . У драмі досягається класична єдність місця, часу і дії (акти слідують одна за одною в часі).
Основними конфліктами є інтимні проблеми, проблема роздвоєння особистості, сімейні проблеми, соціальні погляди, філософські припущення, моральні орієнтири та успадковані схильності, а фундаментальними проблемами є стосунки Леоне з батьком, спогади дитинства, його досвід матері, його стосунки з братом Іваном і сестрою Алісою, стосунки з баронесою Кастеллі, сумніви Леоне щодо власного художнього таланту та ставлення до матеріальних речей .
Взірцем для наслідування Крлежі був Генрік Ібсен, тому ця п’єса написана відповідно до нордичної школи 1990-х років і є ібсенівською за своєю конкретністю . Натхненням для створення драми стала скандинавська драматургія, структура якої семіотично замкнута, і де персонажі мають бути головними рушіями сюжету. Також на написання циклу «Глембаї» («Glembajevi») Крлежу надихнула творчість Камова, а саме перша дія його п’єси «Мамине серце» («Mamino srce») про занепад колись заможної родини Поличів. Основною особливістю драматургії Мирослава Крлежі є психологічний діалог, незалежно від соціального чи фінансового статусу, персонажі його творів зрештою підкоряються власним думкам і емоціям . 
У 1988 році було знято однойменний югославський фільм режисера Антуна Врдоляка, створений Телевізія Загреб (Televizija Zagreb) і Ядран Фільм (Jadran Film). Головні ролі зіграли Мустафа Надаревич та Ена Бегович . У 1999 році цей фільм було визнано одним із найкращих хорватських фільмів через опитування серед хорватських кіноманів. Він отримав три нагороди Золота Арена на кінофестивалі в Пулі 1988 року.

## Зміст
Події розгортаються у 1913 році в Загребі, в резиденції відомого банкіра Ігната Глембая, в ніч після святкування ювілею його компанії Glembay Ltd. 
Головний герой Леоне Глембай, складний і чутливий персонаж, ізольований від сім'ї, повертається до рідного дому після 11 років, проведених за кордоном . Його переслідують спогади про трагічні події минулого. Єдиною близькою людиною для нього залишається Беатріс, вдова його брата Івана, яка прийняла чернече ім’я Анжеліка. 
Леоне стає свідком лицемірства та аморальності, які панують у його сім’ї, та поступово усвідомлює, що багатство Глембаїв здобуте нечесним шляхом. Врешті-решт він вступає у конфлікт із батьком та його другою дружиною, що призводить до драматичної розв’язки.

## Персонажі
Ігнат Глембай — банкір, керівник Glembay Ltd, батько Леоне, який не любив ні сина, ні його матір (69 років).
Баронеса Шарлотта Кастеллі-Глембай — друга законна дружина Ігната, жадібна і корумпована, наложниця родини Глембаїв у минулому (45 років).
Леоне Глембай — головний герой драми; інтелектуал і знавець мистецтва, доктор філософії, який вважає своїх предків прямою протилежністю освіченої людини, син Ігната та його першої дружини (38 років).
Сестра Анжеліка (Беатріс) Глембай — черниця-домініканка, вдова старшого сина Глембаїв Івана (29 років).
Доктор Зільбербрандт — інформатор сина баронеси та її сповідник (39 років).
Олівер Глембай — син баронеси Кастеллі та банкіра Ігната Глембая (17 років).